# 岩本繁
岩本 繁（いわもと しげる、1941年3月31日 - 2022年3月5日）は、日本の公認会計士。アーサー・アンダーセン日本代表や、有限責任あずさ監査法人理事長、学校法人東京経済大学理事長等を務めた。

## 来歴

### 生い立ち
東京生まれ。1964年東京経済大学経済学部卒業。1965年12月より、尾澤修治が率いる公認会計士尾澤修治共同事務所にて勤務した。その後、尾澤が設立に参画した監査法人朝日会計社に勤務することになり、1971年10月に監査法人朝日会計社に入社した。

### 公認会計士として
1976年公認会計士登録。1992年監査法人朝日新和会計社代表社員。1999年朝日監査法人理事長。アーサー・アンダーセン日本代表兼務を経て、2004年あずさ監査法人理事長。同年あずさ監査法人会長。2009年三井住友フィナンシャルグループ取締役、三井住友銀行取締役、2011年学校法人東京経済大学理事長。2014年サン・ライフメンバーズ監査役。2015年オカムラ監査役。2019年サン・ライフホールディング取締役。
2022年3月5日、心筋梗塞のため、死去。80歳没。

## 著書
- 『ひと目でわかる「会社の数字」』PHP研究所 2002年
- 『経営分析の知識』日本経済新聞社 2004年